# Adonisea lanul
Adonisea lanul är en fjärilsart som beskrevs av John Kern Strecker 1877. Adonisea lanul ingår i släktet Adonisea och familjen nattflyn. Inga underarter finns listade i Catalogue of Life.